# Kbo-Isar-Amper-Klinikum
Die kbo-Isar-Amper-Klinikum gemeinnützige GmbH ist eine Vollversorgungsklinik für Psychiatrie, Psychotherapie und Psychosomatik der Kliniken des Bezirks Oberbayern (kbo)  in Taufkirchen (Vils). Das Klinikum ist eine akademische Lehreinrichtung der Klinik und Poliklinik für Psychiatrie und Psychotherapie der Technischen Universität München.

## Einrichtung
Das Krankenhaus teilt sich in die Fachbereiche Allgemeinpsychiatrie mit je einer geschlossenen und offenen Akutstation, sowie der neuropsychiatrischen Station mit dem Huntington-Zentrum Süd, mit einer offenen Psychotherapiestation, je einer offenen und geschlossenen Station für Suchtkranke und zwei gerontopsychiatrischen Stationen und die forensische Frauenabteilung auf. 

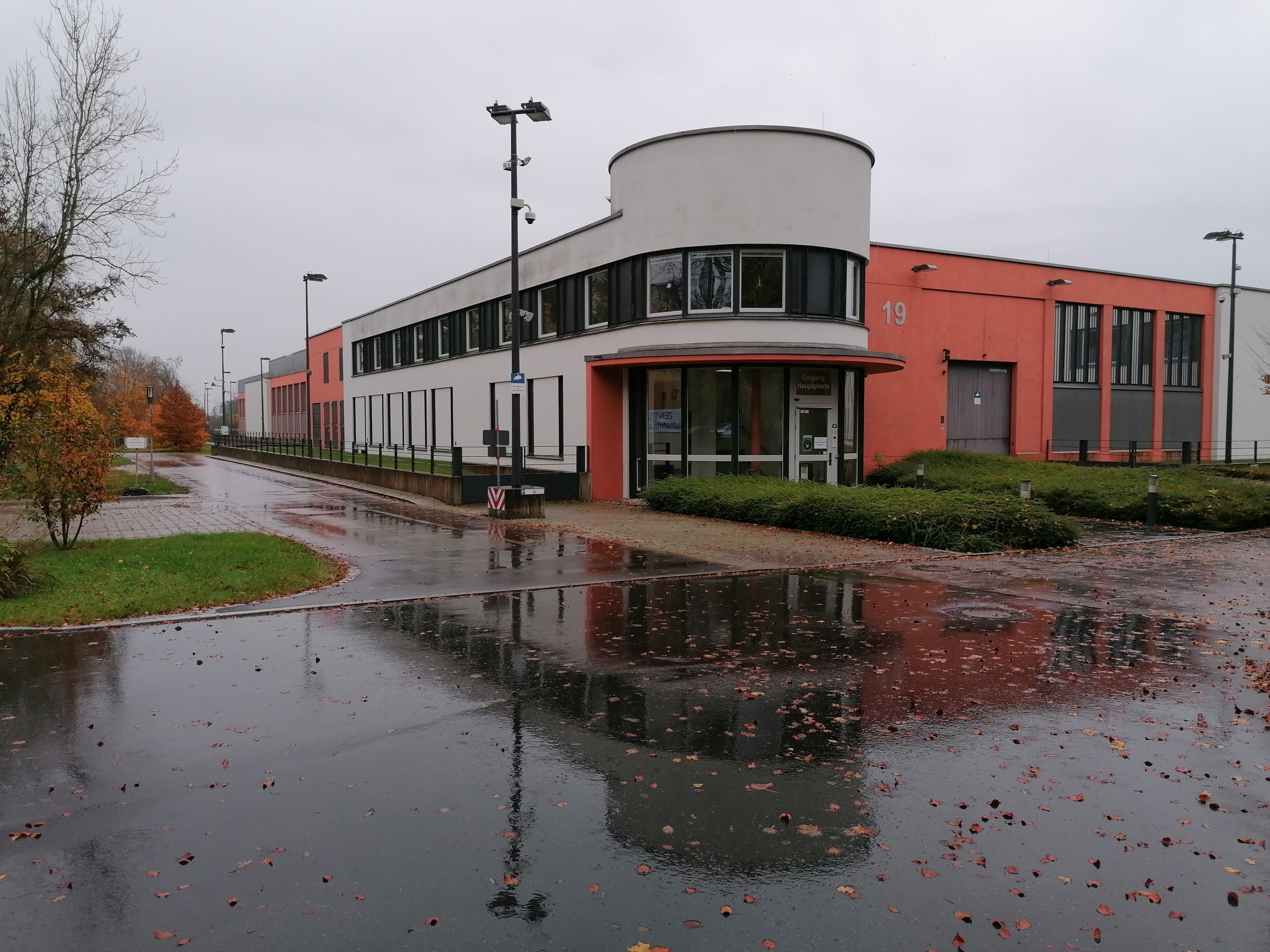
Frauenforensik Taufkirchen (Vils) – Blick auf die Hauptpforte

Das Huntington-Zentrum Süd bietet mit seinen 20 Betten die einzige stationäre Unterbringung für an Chorea Huntington Erkrankte in Süddeutschland an. Zur Erforschung der Krankheit kooperiert die Klinik seit 2020 mit der Neurologie am Universitätsklinikum Ulm.
Zusammen haben die Stationen der Allgemeinpsychiatrie eine Kapazität von knapp 200 Betten.

Die reine Frauenforensik ist die einzige Einrichtung dieser Art in ganz Bayern und wurde 1998 gegründet. Sie verfügt über 5 geschlossene Stationen, eine davon kann als Mutter-Kind-Station fungieren, und 3 (halb-)offene Stationen.

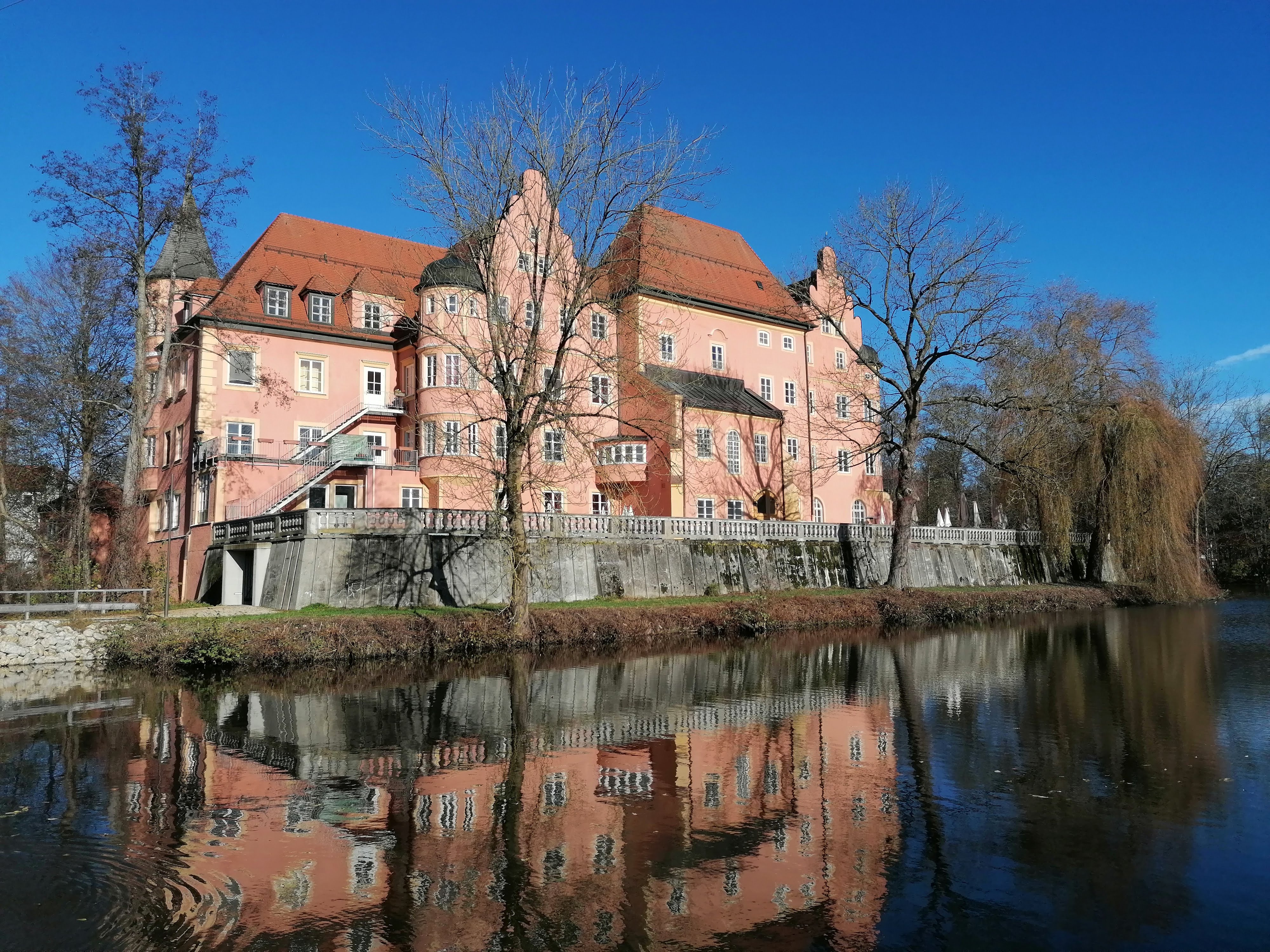
Wasserschloss Taufkirchen (Vils) – Ort der Klinik in den ersten Jahren

Insgesamt hat die Frauenforensik ungefähr 190 Betten zur Verfügung und wird von rund 200 Ärzten, Pflegekräften und Therapeuten betreut.
Die Klinik beheimatet auch eine Berufsfachschule für Pflege des Bezirks Oberbayern mit derzeit 54 Ausbildungsplätzen.

Das weitläufige Klinikgelände ist parkähnlich angelegt und grenzt unmittelbar an das Wasserschloss Taufkirchen. Auf dem Areal befinden sich mehrere Kunstobjekte, wie beispielsweise der Meditationsraum des Münchner Künstlers Rupprecht Geiger. 

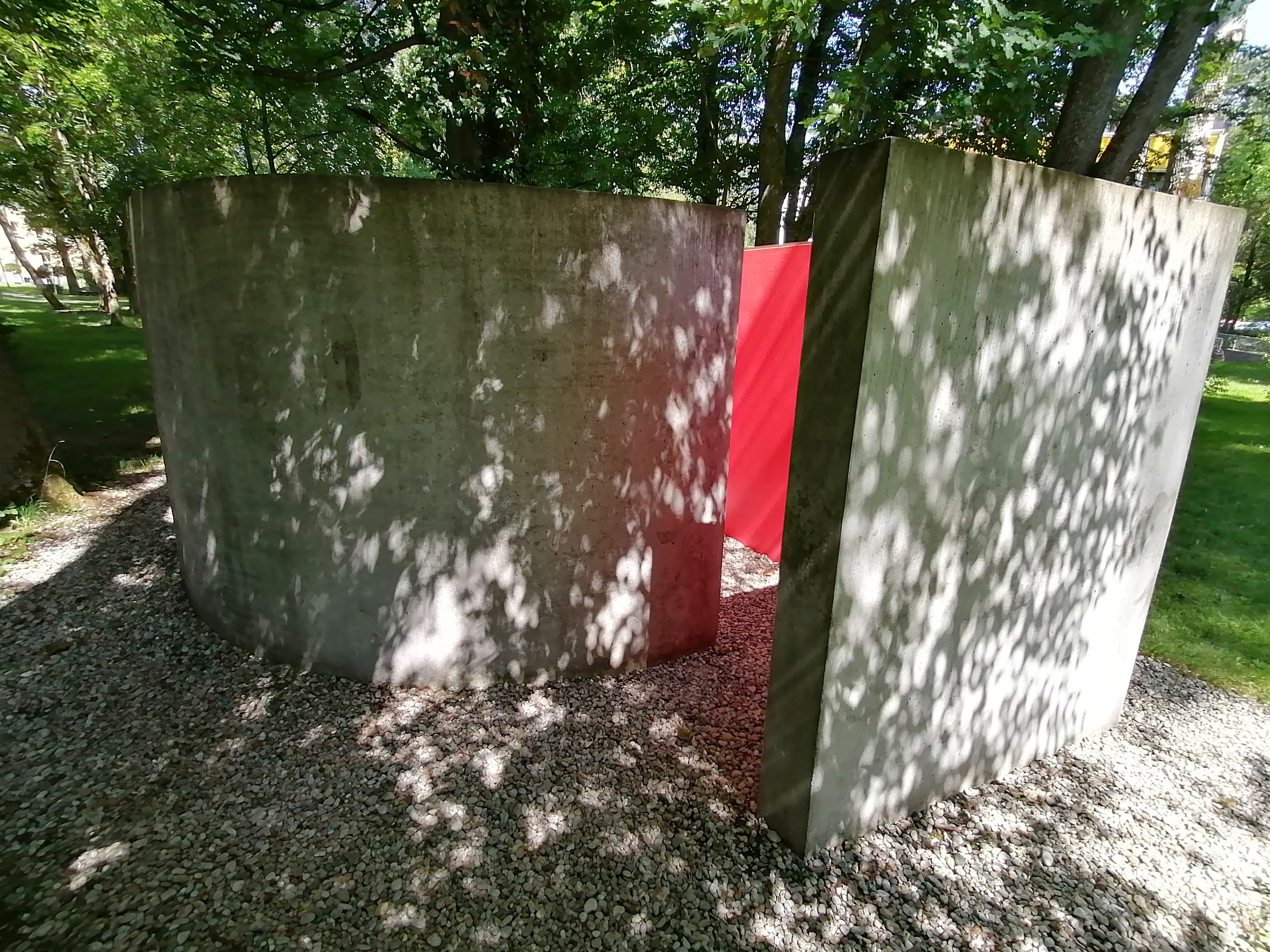
Meditationsraum von Rupprecht Geiger auf dem Klinikgelände